# Daerim-dong
Daerim-dong (koreanska: 대림동) är en stadsdel i stadsdistriktet Yeongdeungpo-gu i Sydkoreas huvudstad Seoul.

## Indelning
Administrativt är Daerim-dong indelat i:
| Namn    | Namn               | Yta km² | Invånare 31 dec 2020 |
| ------- | ------------------ | ------- | -------------------- |
| 대림1동 | Daerim 1(il)-dong  | 0,49    | 17 751               |
| 대림2동 | Daerim 2(i)-dong   | 0,55    | 19 776               |
| 대림3동 | Daerim 3(sam)-dong | 0,95    | 26 973               |